# Dacryomica
Dacryomica is een geslacht van schildvoetigen uit de  familie van de Prochaetodermatidae.

## Soort
- Dacryomica plana Ivanov & Scheltema, 2004